# Sheila Ramani
Sheila Ramani, également connue sous le nom de Sheila Kewalramani, née le 2 mars 1932 dans la province du Sind dans les Indes britanniques et morte à Indore dans le Madhya Pradesh le 15 juillet 2015, est une actrice indienne . Son rôle le plus marquant est celui de Sylvie dans le film Taxi Driver de Chetan Anand en 1954.

## Filmographie
- Anand Math (1952)
- Surang (1953)
- Taxi Driver (1954)
- Teen Batti Char Raasta (1953)
- Naukri (1954)
- Mangu (1954)
- Meenar (1954)
- Railway Platform (1955)
- Funtoosh (1956)
- Anokhi (1956)
- Abana - Sindhi (1958)
- Jungle King (1959)
- The Return of Mr. Superman (1960)
- Awara ladki  (1967)